# Навахрудак
Навахрудак (на беларуски: Навагрудак, Наваградак; на руски: Новогрудок; на полски: Nowogródek) е град в Беларус, административен център на Навагрудски район, Гродненска област. Населението на града е 29 424 души (по приблизителна оценка от 1 януари 2018 г.).

## История
Селището е много старо. За пръв път е упоменато през 1044 година. Резиденция е на князете на Великото литовско княжество. В миналото е голям търговско-занаятчийски център.

## Забележителности
В града се намира църквата Св. св. Борис и Глеб, посветена на първите руски светци – братята Борис и Глеб, в жилите на които тече българска кръв – те са синове на киевския княз Владимир I от българската му съпруга.
Тук могат да се видят и руините на Навагрудския замък, обкръжен с ровове.